# 전변동 점감
전변동 점감(全變動漸減, Total variation diminishing)은 쌍곡형 편미분 방정식을 이산화시켜 푸는 수치해법에서 다음 시간의 전변동이 이전 시간보다 증가하지 않는 성질을 말한다. 전변동 점감이 되는 스킴을 사용해야 가짜 충격파를 잘못 예측하는 일을 피하는데 도움이 된다.

## 같이 보기
- 전변동